# Parigi-Bourges 2010
La Parigi-Bourges 2010, sessantesima edizione della corsa e valevole come prova del circuito UCI Europe Tour 2010 categoria 1.1, si svolse il 7 ottobre 2010 su un percorso di 198,3 km. Fu vinta dal francese Anthony Ravard che giunse al traguardo con il tempo di 4h36'52", alla media di 41,89 km/h.
Partenza a Gien con 154 ciclisti, di cui 92 portarono a termine il percorso.

## Ordine d'arrivo (Top 10)
| Pos. | Corridore          | Squadra         | Tempo    |
| ---- | ------------------ | --------------- | -------- |
| 1    | Anthony Ravard     | AG2R La Mon.    | 4h36'52" |
| 2    | Romain Feillu      | Vacansoleil     | s.t.     |
| 3    | Matti Breschel     | Saxo Bank       | s.t.     |
| 4    | Romain Matheou     | Saur-Sojasun    | s.t.     |
| 5    | Sébastien Chavanel | FDJ             | s.t.     |
| 6    | Robin Chaigneau    | Skil-Shimano    | s.t.     |
| 7    | Bernhard Eisel     | HTC-Columbia    | s.t.     |
| 8    | Laurent Pichon     | Bretagne        | s.t.     |
| 9    | Nadir Haddou       | BigMat-Auber 93 | s.t.     |
| 10   | Michel Kreder      | Garmin          | s.t.     |